# (3854) Джордж
(3854) Джордж (лат. George) — быстро вращающийся астероид, относящийся к группе астероидов пересекающих орбиту Марса и входящий в состав семейства Венгрии. Он был обнаружен 13 марта 1983 года американским астрономом Кэролин Шумейкер в Паломарской обсерватории и назван в честь George Estel Shoemaker, отца американского астронома Юджина Шумейкера.

Орбита астероида Джордж и его положение в Солнечной системе